# Andrzej Majewski
Andrzej Majewski (Breslavia, 12 novembre 1966) è uno scrittore, fotografo e sceneggiatore polacco.

## Biografia
Si è laureato all'Accademia di Economia e ha conseguito il dottorato presso la facoltà di Giurisprudenza dell'Università di Breslavia. I suoi aforismi sono stati pubblicati in antologie di aforistica polacca e mondiale, editi anche all'estero. Gli aforismi sono stati editi in inglese, tedesco, ebraico, russo, italiano, greco, romeno, ceco, coreano, turco. Fondatore della filiale polacca della Sapere Aude Foundation. Presidente dell'Associazione per l'Ecologia Nasz Wrocław (La Nostra Breslavia), attivista sociale, organizzatore di concorsi e di eventi per i giovani. È membro dell'associazione MENSA. Ha scritto articoli scientifici di argomento giuridico e articoli di divulgazione su tematiche economiche e sociali. Vicecampione del Campionato Polacco di Rally degli Automobile Club .

## Premi e riconoscimenti
Vincitore del concorso aforistico H. Steinhaus (1995). Menzione d'onore al concorso dedicato a S.J. Lec (2000). Menzione d'onore per il ciclo fotografico "Efemeryczność Wieczności" (L'Effimero dell'Eternità) al Concorso Internazionale di Fotografia a Seoul in Corea (2007). Insignito della medaglia d'onore al merito culturale (Zasłużony dla Kultury Polskiej) dal Ministero dei Beni Culturali polacco (2008). Premiato al concorso letterario internazionale Naji Naaman's Literary Prizes 2012 per i valori umanistici delle sue opere. Vincitore dell'edizione 2012 del Premio Internazionale per l'Aforisma “Torino in Sintesi” .

## Letteratura e poesia
- Aforyzmy i sentencje które potrząsną światem albo i nie... (Aforismi e sentenze che faranno tremare il mondo, o forse no...), testo di Andrzej Majewski, illustrazioni di Arkadiusz Bagiński, prefazione di Jan Miodek, Varsavia 1999, "Książka i Wiedza", ISBN 8305130363
- Aforyzmy czyli Za przeproszeniem Magnum in parvo (Aforismi, ovvero Magnum in parvo), testo di Andrzej Majewski, illustrazioni di Arkadiusz Bagiński, prefazione di Jan Miodek, Varsavia 2000, "Książka i Wiedza", ISBN 8305131041
- Adam niestrudzony wędrowiec : baśń (La fiaba di Adamo il viaggiatore instancabile), testo di Andrzej Majewski, illustrazioni di Marcin Giejson, con recensioni di Jan Miodek, Stanisław Srokowski, Varsavia 2002, Wydawnictwo Salezjańskie, ISBN 83-7201-127-3
- 102 rady dla dzieci mądrych, grzecznych i krnąbrnych (101 consigli per i bambini intelligenti, bravi e caparbi) (2003)
- Aforyzmy na wszystkie okazje  (Aforismi per ogni occasione), testo di Andrzej Majewski, prefazione di Jan Miodek, Warszawa 2007, Klub dla Ciebie - Bauer-Weltbild Media, cop., ISBN 978-83-7404-673-2

## Fotografia
- Taniec Słońca w Deszczu (Danza del Sole nella Pioggia) (2000)
- Ty i ja : myśli współczesne dla moich polskich przyjaciół (Tu e io: pensieri contemporanei per i miei amici polacchi), testo di Annelies Langner, traduzione di Ewa Jakubek, prefazione di Jan Miodek, foto in bianco e nero di Andrzej Majewski, Breslavia 2006, edito dal Museo Cittadino e dalla Sapere Aude Foundation, ISBN 83-89551-15-2
- Efemeryczność Wieczności - Stary Cmentarz Żydowski we Wrocławiu (L'Effimero dell'Eternità – Il Vecchio Cimitero Ebraico di Breslavia), catalogo della mostra, foto di Andrzej Majewski, test di Maciej Łagiewski, traduzione[7]: Rina Benari, Ewa Jakubek, Maciej Koła, titolo anche in inglese, tedesco ed ebraico, testo in polacco, inglese, tedesco ed ebraico, Breslavia 2005, edito dalla Sapere Aude Foundation e dal Museo Civico di Breslavia, ISBN 83-89551-21-7

## Principali mostre fotografiche
- Efemeryczność Wieczności (Bresavia, Museo Civico-Municipio, 2004)
- Efemeryczność Wieczności (Varsavia, Museo Cittadino, 2005)
- Efemeryczność Wieczności (Seoul, Corea 2007) – le fotografie hanno ottenuto la menzione d'onore al concorso International Photo Competition 2007 (Seoul, Corea)

## Televisione
- Klub Radzika (Il club di Radzik), serie televisiva (2006/2007): sceneggiatura, regia, canzone della sigla.
- Ekonomia na co dzień (Economia per la vita quotidiana), serie televisiva educativa (2007): sceneggiatura.
- Ekonomia w szkole (Economia a scuola), serie televisiva educativa (2007): sceneggiatura.